# 傳繼者
《傳繼者》為角川遊戲旗下開發團隊GODWARS TEAM（ゴッドウォーズ開発チーム）開發的機械人戰略角色扮演遊戲。本作於2022年3月24日在PlayStation 4、PlayStation 5平台上發售。
2021年5月28日，雲豹娛樂宣布代理《傳繼者》，在亞洲、北美與歐洲地區推出支援各國語言的在地化版本。最初日本的發售日期為2022年2月17日，及後為與配合全世界的發售日而改為同年的3月24日。

## 遊戲玩法
《傳繼者》的遊戲流程與《超級機械人大戰系列》的系統有著相似之處，流程上分為劇情、戰鬥版圖及整備畫面三部份。在戰鬥版圖以回合制戰鬥進行，玩家可以指示各機體單位行動來進行戰鬥。機體的類型上共分四種，分別為突擊、狙擊、坦克、偵察。不同類型機體的攻擊範圍和使用武器各有不同。此外，還可以使用各種技能及特殊攻擊、控制「仇恨值」等幫助我方獲得勝利。在整備畫面可以替機體裝上不同的裝備及部件作強化，角色方面設計了20種固有職業和超過20種以上的通用職業可供各角色設定，戰鬥中獲得的點數可以用來在「星光方塊」使職業成長。此外，還可用在《傳繼者》除主線故事外，還有隨故事進度解鎖的支線故事「星群艦航行記」等，總計收錄了超過80個關卡。

## 劇情設定
本作舞台是包含太陽系在內的銀河系。在科技進步的未來，人類已將月球和火星轉化為居住區，並將生活圈拓展到了木星。然而，人類的生存卻受到意圖消滅宇宙的外星生命體「傳繼者」威脅。此時，宛如呼應著傳繼者的侵略，便是繼承星之意志的「星之子」（Star Child）的覺醒。
遊戲中玩家將跟隨著寄宿著地球意志的星之子主角「堤菈」等一行人，指揮分析古代銀河文明的技術製作的新型人形兵器「星機裝」（Stella Gear）與能進行恆星間航行的超重力航行試驗艦「星群艦」（Asterism），挺身而出對抗傳繼者的侵略。

## 角色

### 主要角色
堤菈（Terra，聲優：明坂聰美）
寄宿著地球意志的星之子，本作的主角。性格天然呆，路癡，興趣是拍照。
2049年在日本星宮市捲入了稱為「Gravity Loss」的重力消失災難而失去了記憶。心底裡僅記得自己放開了妹妹露娜的手。
之後的2年間過著流浪的生活，並在這期間用垃圾零件組裝出支援機器人夜鷹及巧遇墜落到地球的阿斯特萊亞。
2051年在月面居住地阿堤米斯再次捲入重力消失災難，並在此遇見緋彌子及加入「星群艦」開展了與傳繼者對抗的旅程。
駕駛機體：阿斯特萊亞
夜鷹（Yodaka，聲優：楠大典）
堤菈利用垃圾零件組裝來作為旅伴的支援機器人。搭載了高科技的AI，不僅是旅行上的支援，也擔任談話的對象。稱堤菈為「主人」，但他們之間並非是主從關係，而是地位相等的拍檔。
露娜（Luna，聲優：豐田萌繪）
寄宿著月球意志的星之子。身為星之子卻與身為敵對勢力的傳繼者一同行動，對人類復仇與搶奪「原始機」。

### 重力技術開發機構（GT Labo）

#### 超重力航行試驗艦星群艦
緋彌子（Himiko，聲優：伊藤美來）
寄宿著天體卑彌呼的意志，被稱為首星的特別星之子。認為自己的命運就是率領星之子，投身與傳繼者之間關乎全宇宙命運的戰鬥。原本只是個喜歡星星，極為普通的天文宅女孩。
駕駛機體：天武
桑（Sun，聲優：園崎未惠）
寄宿著太陽意志的星之子。前地球聯合政府軍的王牌駕駛員。因她的頭銜跟經歷而受託負責指導部下及指揮與傳繼者之間的戰鬥，是個值得仰賴的小隊長。
駕駛機體：天照
瑪朱里（Mercury，聲優：本多真梨子）
寄宿著水星意志的星之子。不太顯露出感情，有著認真且正經的性格。常被周遭誤解是個難以相處的人，但實際上卻是為了足以代替前任瑪朱里的姊姊，在私底下不斷累積訓練的努力者。
駕駛機體：佩塔索斯
烏拉諾斯（Uranus，聲優：佐久間紅美）
寄宿著天王星意志的星之子。為了還債，被高額的報酬誘惑而成為了星群艦的船醫。與對金錢極為執著，雖然個性懶散但醫術一流，不過其實她是無照醫生。
駕駛機體：赫雪爾
天河（Amanogawa，聲優：吉田仁美）
寄宿著銀河系意志的星之子。是世界首屈一指的造船廠「天河造船」的大小姐。雖是個秉持著貴族義務的優雅大小姐，內在卻是個極度喜愛次文化的腐女。
駕駛機體：銀河之星
瑪爾斯（Mars，聲優：木野日菜）
寄宿著火星意志的星之子。是世界上著名的職業電競玩家。藉由父親的教導與在電競比賽裡的經驗，讓她鍛鍊出了相當出色的操縱技術。當火星面臨危機，便瀟灑地挺身而出。
駕駛機體：新·瑪爾斯
基里昂（Gillian，聲優：上田燿司）
全名貝爾尼克斯·G·基里昂，星群艦的艦長。過去曾是隸屬地球聯合政府軍的歷戰英雄，憑藉著豐富的戰場經驗及高超的指揮能力，受到了不僅是艦橋成員，甚至於來自駕駛員及技師的仰慕。
梅迪雅（Media，聲優：山本彩乃）
全名梅迪雅·卡杜烏克斯，星群艦的通信士。她本身並非是星之子也不是軍人，是個極為普通的一般人。
普魯托（Pluto，聲優：真田麻美）
寄宿著冥王星意志的星之子。是一手包辦的操控及管制等航行業務的系統管理AI。由於星之意志會寄宿在生命體的心中，它的覺醒證明了即使是AI也有著生命和內心的事實。
明星（Akeboshi，聲優：小島英樹）
全名明星弦二郎，星群艦的維修部長。維納斯的祖父，散發出典型昭和時代的匠人氣質的老練技師。總是擺出嚴肅又不苟言笑的樣子，但技術高超，深受維修部成員跟駕駛員們的信賴。
維納斯（Venus，聲優：能登有沙）
寄宿著金星意志的星之子。以星群艦的整備員身分大顯身手的厲害機修師。雖身為星之子，卻並非透過實戰而是以機修師的身分支援著駕駛員們。

#### 其他人員
哈雷（Halley，聲優：菊地燎）
寄宿著哈雷彗星意志的星之子。隸屬GT Labo情報局，尼爾情報局長的心腹。與朱比特、薩坦同樣為地勤組，在私底下負責著星群艦的後援與防衛GT Labo總公司的工作。能夠以哈雷彗星的力量來占卜事情的吉凶。
駕駛機體：彗星
朱比特（Jupiter，聲優：鈴木裕斗）
寄宿著木星意志的星之子。隸屬於GT Labo技術局的新兵器測試駕駛員。薩坦的哥哥，具有前傭兵的頭銜，過去曾隸屬Xoth公司。具有看透他人本性的洞察力與大膽且正確的智慧，有著重度的妹控。
駕駛機體：菲雷特琉斯
薩坦（Saturn，聲優：月野萌亞）
寄宿著土星意志的星之子。隸屬於GT Labo技術局的新兵器測試駕駛員。朱比特的妹妹，個性害羞且怕生。興趣是玩遊戲、看漫畫、上網，典型的居家宅。
駕駛機體：夸多里卡
艾札克（Isaac，聲優：蓮岳大）
GT Labo的防衛局長。是個一手包辦GT Labo的整體經營與管理的可靠男人。由於是個工作狂，經常睡在總公司裡，不時會被尼爾提醒注意健康。受到女性職員仰慕，但本人卻完全不自覺。
尼爾（Neil，聲優：真野恭輔）
GT Labo的情報局長。負責調查軍隊、各個勢力和人物的詳細情報，並以此支援著星群艦。與防衛局長艾札克交情很好。星之子哈雷也是尼爾的部下。

### 地球聯合政府軍
格雷森（Greson，聲優：高仲祐之）
全名格雷森·歐德，地球聯合政府軍總司令。在軍隊內部以超鷹派而聞名，秉持著「僅靠人類的力量保衛地球」的方針。他將以衛星（人造星之子）所組成的「第404特務部隊衛星部隊」置於麾下，也進行著關於衛星的研究。
星野皇司（Hoshino Oji，聲優：大須賀純）
隸屬地球聯合政府軍月面基地的上士，在傳繼者與露娜對月面居住地發動襲擊時，他僥倖存活下來後與觀測者相遇，並得知了傳繼者的威脅。
艾特（Eight，聲優：諏訪奈奈香）
隸屬地球聯合政府軍第404特務部隊衛星部隊。是被發現與GY粒子之間的適性，以人工方式獲得與星之子同等能力的強化人（衛星）。在被分發至特務部隊之前是桑的部下。
奈爾（Nile，聲優：武石步實）
隸屬地球聯合政府軍第404特務部隊衛星部隊，緋彌子的童年玩伴。因地球聯合政府軍在極機密下進行的適性檢查，而被發現了與GY粒子之間的適性，為了要接下緋彌子所背負的命運，而接受徵召成為軍人。
阿蘇爾（Azul，聲優：月野萌亞）
隸屬地球聯合政府軍第404特務部隊衛星部隊。身為軍隊秘密推動對抗傳繼者部隊的新隊員，是奈爾跟艾特的後輩。因為惹人憐愛的外表跟努力不懈的個性而在第404特務部隊裡備受眾人喜愛。
貝妮拉（Venera，聲優：吉住繪里加）
隸屬地球聯合政府軍第404特務部隊衛星部隊。是個敢當面調侃星野皇司為「新手指揮官大人」的女性隊員。由於好勝的性格，跟艾特很聊得來。
技術主任（Technical Chief，聲優：細川祥央）
地球聯合政府軍技術主任。在格雷森的命令下著手進行對傳繼者武器「墨丘利」的研究、開發、投入實戰等工作。更與類星體駕駛員的人才培育機關「星之家」有所關聯，也見過露娜。
美津濃（Mizuno，聲優：岡木陽夏）
隸屬地球聯合政府軍的駕駛員，與星野皇司為同期。以測試駕駛員的身分被分發至運用新兵器的團隊，在測試中發生了爆炸事故後下落不明。

### ATLAS公司
ATLAS會長（Chairman Atlas，聲優：加藤清司）
是立於將比利時作為據點的大型財閥系軍事企業・ATLAS公司之頂點的老人。擁有由敏塔卡率領的海盜部隊・星徒會，覬覦著GT Labo的超重力技術。由於年事已高為此正在眾多的孩子中尋找自己的繼承人。
敏塔卡（Mintaka，聲優：山本彩乃）
寄宿著參宿三意志的星之子。ATLAS海盜部隊宇宙海盜「星徒會」的學生會長（隊長）。是ATLAS會長的情婦們生下的繼承者候選人之一。
駕駛機體：阿爾茭莎
阿爾尼拉姆（Alnilam，聲優：小日向茜）
寄宿著參宿二意志的星之子。ATLAS海盜部隊宇宙海盜「星徒會」的副學生會長（副隊長）。仰慕著敏塔卡並把她看的比一切都重要，不僅是戰場就連在私生活裡也經常陪伴並支持著她。
駕駛機體：伊普西龍
阿爾尼塔克（Alnitak，聲優：大河元氣）
寄宿著參宿一意志的星之子。ATLAS海盜部隊宇宙海盜「星徒會」的掛名書記兼會計兼總務兼公關的打雜工。為了讓青梅竹馬敏塔卡打從心底愛上自己，持續鍛鍊家事技能，期盼成為專職家庭主夫。
駕駛機體：傑塔

### 傳繼者
暗騎士（Dark Knight，聲優：福間竣兵）
忠實侍奉著神傳繼者的主傳繼者之一柱。雖然他在態度跟舉止上都很有禮貌，但面對違背神傳繼者的對象會毫不猶豫痛下殺手。原本並不在意消滅各個星球的行徑，但似乎對火星有著特別的想法。
暗行者（Dark Walker，聲優：能登有沙）
為了復活神傳繼者而暗中活躍的主傳繼者之一柱。外表看起來像是少女，年齡卻超過了1億歲。有著對星星的光輝感到美麗，與其他主傳繼者不同的價值觀。
暗領主（Dark Lord，聲優：永木さくら）
主傳繼者之一柱。也有身為在火星裡散播著末日論的邪教「至福教」教祖的一面。為了將人類引導至稱作「至福樂土」的理想鄉，企圖在地球跟火星引發Gravity Loss。
黑司令（Black Commander，聲優：大友洋平）
低於主傳繼者一階的傳繼者軍隊幹部。接收主傳繼者的命令，負責如襲擊星群艦或指揮重要據點的防禦等工作，他所肩負的職責相當的多樣化。

### 其他
語音記錄（Voice-log，聲優：岡木美歌）
原始機的駕駛員。為了將希望連繫至未來，透過空間跳躍讓原始機從傳繼者魔掌中逃脫的古代銀河人戰士。
觀測者（Observer，聲優：藤原祐規）
由地球聯合政府派遣至星群艦的監察官。由於在過去於臉上留下醜陋的傷疤，因此經常戴著面具。不只和地球政府軍有關聯，甚至與傳繼者及星之子們都有所關係的神秘人物。
Xoth會長（Chairman Xoth，聲優：平流エレン）
一手統率急速成長的巨大複合企業「Xoth公司」的女性。具有龐大的野心，企圖以強硬的手段取得GT Labo的超重力技術。傳聞與傳繼者建立了合作關係，但真相不明。

## 外部連結
- 官方网站
- 傳繼者的X（前Twitter）